# Коломыцевское сельское поселение (Прохоровский район)
Коломы́цевское се́льское поселе́ние — муниципальное образование в составе Прохоровского района Белгородской области России.
В состав поселения вхлдят 11 населенных пунктов: 4 села (Коломыцево, Донец, Гагарино, Сетное) и 5 хуторов (Глушки, Сетное, Кугутки, Лисички, Новоселовка, Таранов, Цыгули, Широкий). Площадь, занимаемая муниципальным образованием, составляет 7148 га, под постройки и личные хозяйства отведено 396 га, пашни - 4836 га, сельскохозяйственные угодья - 5497 га. 
Административный центр — село Коломыцево. 

## История
Коломыцевское сельское поселение образовано 20 декабря 2004 года в соответствии с Законом Белгородской области № 159.

## Население
| 2010 | 2011 | 2012 | 2013 | 2014 | 2015 | 2016 | 2017 | 2018 |
| ---- | ---- | ---- | ---- | ---- | ---- | ---- | ---- | ---- |
| 870  | ↘863 | ↘826 | ↘789 | ↘774 | ↘747 | ↘713 | ↘701 | ↘699 |
| 2019 | 2020 | 2021 |      |      |      |      |      |      |
| ↗707 | ↗716 | ↗768 |      |      |      |      |      |      |

## Состав сельского поселения
| №  | Населённый пункт | Тип населённого пункта       | Население |
| -- | ---------------- | ---------------------------- | --------- |
| 1  | Гагарино         | село                         | ↘61       |
| 2  | Глушки           | хутор                        | ↘22       |
| 3  | Донец            | село                         | ↘281      |
| 4  | Коломыцево       | село, административный центр | ↘333      |
| 5  | Кугутки          | хутор                        | ↘2        |
| 6  | Лисички          | хутор                        | ↘14       |
| 7  | Новосёловка      | хутор                        | ↘35       |
| 8  | Сетное           | село                         | ↘97       |
| 9  | Таранов          | хутор                        | ↘15       |
| 10 | Цыгули           | хутор                        | ↗1        |
| 11 | Широкий          | хутор                        | ↘9        |